# Rally de Ourense de 2021
El Rally de Ourense de 2021 fue la 54.ª edición y la quinta ronda de la temporada 2021 del Súper Campeonato de España de Rally. Se celebró del 16 al 17 de julio y contó con un itinerario de diez tramos que sumaban un total de 150,12 km cronometrados. Fue también puntuable para la Peugeot Rally Cup Ibérica, la Beca Júnior R2 RFEdA, la Clio Trophy Spain, la Copa Dacia Sandero, la N5 RMC Cup y la Copa Suzuki.

## Itinerario
| Día   | Tramo         | Nombre     | Distancia | Hora                | Ganador             | Tiempo | Líder               |
| Día 1 |               |            |           |                     |                     |        |                     |
| ----- | ------------- | ---------- | --------- | ------------------- | ------------------- | ------ | ------------------- |
| Día 1 | TC1           | Amoeiro    | 15.08 km  | 18:09               | José Antonio Suárez | 9:24.9 | José Antonio Suárez |
| Día 1 | TC2           | Carballiño | 19.50 km  | 18:52               | José Antonio Suárez | 9:44.8 | José Antonio Suárez |
| Día 1 | TC3           | Amoeiro    | 15.08 km  | 21:31               | José Antonio Suárez | 9:35.9 | José Antonio Suárez |
| Día 1 | TC4           | Carballiño | 19.50 km  | 22:14               | José Antonio Suárez | 9:53.6 | José Antonio Suárez |
| Día 2 |               |            |           |                     |                     |        | José Antonio Suárez |
| TC5   | Peroxa        | 15.35 km   | 10:27     | José Antonio Suárez | 9:11.6              |        | José Antonio Suárez |
| TC6   | Toén          | 15.13 km   | 11:25     | José Antonio Suárez | 8:49.6              |        | José Antonio Suárez |
| TC7   | Allariz       | 10.00 km   | 12:33     | Jan Solans          | 5:05.0              |        | José Antonio Suárez |
| TC8   | Peroxa        | 15.35 km   | 14:58     | Iván Ares           | 9:21.0              |        | José Antonio Suárez |
| TC9   | Toén          | 15.13 km   | 15:56     | José Antonio Suárez | 8:59.7              |        | José Antonio Suárez |
| TC10  | Allariz (TC+) | 10.00 km   | 17:04     | Jan Solans          | 5:06.6              |        | José Antonio Suárez |

## Clasificación final
| Pos. | Piloto              | Copiloto             | Automóvil              | Tiempo    | Diferencia |
| ---- | ------------------- | -------------------- | ---------------------- | --------- | ---------- |
| 1.   | José Antonio Suárez | Alberto Iglesias Pin | Škoda Fabia Rally2 evo | 1:25:28.8 | 0.0        |
| 2.   | Iván Ares           | David Vázquez Liste  | Hyundai i20 R5         | 1:26:17.8 | +49.0      |
| 3.   | José Luis Peláez    | Rodolfo del Barrio   | Volkswagen Polo GTI R5 | 1:29:29.1 | +4:00.3    |
| 4.   | Álvaro Muñiz        | Javier Martínez      | Peugeot 208 Rally4     | 1:29:47.7 | +4:18.9    |
| 5.   | Alejandro Cachón    | "Jandrín"            | Peugeot 208 Rally4     | 1:30:12.5 | +4:43.7    |
| 6.   | Alberto Monarri     | Ángel Luis Vela      | Peugeot 208 Rally4     | 1:30:15.2 | +4:46.4    |
| 7.   | Óscar Palomo        | José Antonio Pintor  | Peugeot 208 Rally4     | 1:30:21.1 | +4:52.3    |
| 8.   | Jan Solans          | Rodrigo Sanjuan      | Citroën C3 Rally2      | 1:31:15.8 | +5:47.0    |
| 9.   | Eduard Pons         | Alberto Chamorro     | Škoda Fabia Rally2 evo | 1:33:09.9 | +7:41.1    |
| 10.  | José María Reyes    | Carlos Cancela       | Peugeot 208 Rally4     | 1:33:18.8 | +7:50.0    |